# Honey in the Rock
| Recensione | Giudizio |
| ---------- | -------- |
| AllMusic   |          |

Honey in the Rock è il terzo album di Charlie Daniels, pubblicato dalla Kama Sutra Records nel 1973.
Al pari di alcuni gruppi di southern rock (come la Allman Brothers) anche Charlie Daniels adotta il doppio batterista (nel frattempo il batterista e membro originale, Jeffrey Myer ha lasciato la band).
L'album fu ripubblicato nel 1976 con il titolo di Uneasy Rider, l'omonimo brano è presente nell'ellepì ed è stato il primo importante successo del gruppo .

## Tracce
Brani composti da Charlie Daniels.
Lato A
1. Funky Junky – 3:03
2. Big Man – 6:15
3. Why Can't People – 5:48
4. Revelations – 7:34

Durata totale: 22:40
Lato B
1. Uneasy Rider – 5:19
2. Midnight Lady – 5:13
3. Somebody Loves You – 3:30
4. No Place to Go – 10:08

Durata totale: 24:10

## Musicisti
Funky Junky
- Charlie Daniels - voce, chitarre
- Joel Di Gregorio - organo, armonie vocali
- Earl Grigsby - basso, armonie vocali
- Buddy Davis - batteria
- Fred Edwards - batteria

Big Man
- Charlie Daniels - voce, chitarre, fiddle
- Joel Di Gregorio - organo, pianoforte
- Earl Grigsby - basso
- Buddy Davis - batteria
- Fred Edwards - batteria

Why Can't People
- Charlie Daniels - voce, chitarre
- Joel Di Gregorio - organo, pianoforte
- Earl Grigsby - basso
- Buddy Davis - batteria
- Fred Edwards - batteria
- Holladay Sisters - accompagnamento vocale, cori

Revelations
- Charlie Daniels - voce, chitarre
- Joel Di Gregorio - orgno, pianoforte, accompagnamento vocale
- Earl Grigsby - basso, accompagnamento vocale
- Buddy Davis - batteria
- Fred Edwards - batteria, percussioni

Uneasy Rider
- Charlie Daniels - voce, chitarre, banjo, mandolino
- Joel Di Gregorio - pianoforte
- Earl Grigsby - basso
- Buddy Davis - batteria
- Fred Edwards - batteria

Midnight Lady
- Charlie Daniels - voce, chitarre
- Joel Di Gregorio - organo, accompagnamento vocale
- Earl Grigsby - basso, accompagnamento vocale
- Buddy Davis - batteria
- Fred Newman - batteria

Somebody Loves You
- Charlie Daniels - voce, chitarre
- Joel Di Gregorio - organo, pianoforte
- Earl Grigsby - basso
- Buddy Davis - batteria
- Fred Edwards - batteria
- Holladay Sisters - accompagnamento vocale, cori

No Place to Go
- Charlie Daniels - voce, chitarre
- Joel Di Gregorio - organo, pianoforte
- Earl Grigsby - basso
- Buddy Davis - batteria, bongos
- Fred Edwards - batteria, conga[2]